# 牛稠子 (臺南市)
牛稠子，原寫為牛稠仔，是臺灣臺南市仁德區的一個傳統地域名稱，位於該區中部西側。相較於今日行政區，其範圍大致包括仁愛里北大半部、仁和里、成功里東北半葉不含其東部邊界地帶及東南部及西南端。
本地區境內主要聚落為牛稠仔、南勢園，設有仁和國小、虎山國小。

## 歷史
台灣日治初期，牛稠子地區為一街庄，稱為「牛稠仔庄」（舊制街庄），隸屬於仁和里。該庄昔日北與竹篙厝庄為鄰，東及東南與田厝庄為鄰，南邊為十三甲庄，西邊為鞍仔庄、桶盤淺庄。
1901年（日治明治三十四年）11月11日，全台廢縣廳改設二十廳，該庄隸屬於臺南廳。1904年（明治三十七年）3月31日，該庄編入「永仁區」，隸屬於臺南廳。1909年（明治四十二年）10月25日，全台合併二十廳為十二廳，永仁區仍隸屬於臺南廳。1920年（大正九年）10月1日，全台地方制度大改正，廢十二廳改設五州二廳，該庄改制並雅化為「牛稠子」大字，隸屬於臺南州新豐郡永寧庄（新制街庄）。1940年（昭和十五年）10月1日，永寧庄廢庄，本地區改併入仁德庄
戰後仁德庄改制為仁德鄉，隸屬於臺南縣，大字亦改制為村。1950年（民國39年）10月25日，雲、嘉、南分治，仁德鄉仍隸屬於臺南縣。2010年（民國99年）12月25日，臺南縣、市合併為直轄臺南市，仁德鄉改制為仁德區，村亦改制為里。

## 聚落
本地區發展較早的聚落為牛稠仔、南勢園，在日治初期的官方地圖上已有記載。

## 交通
台鐵縱貫線是台灣西部南北向鐵路幹線，經過本地區西部近邊界地帶。最近的車站在北側為台南車站，在南側為保安車站。前者屬一等站，各級列車均有停靠；後者屬三等站，僅停靠縱貫線及沙崙線區間車；由此等可前往台鐵沿線各站。
省道台1線又稱「縱貫公路」，是台北至楓港的傳統平面幹道，經過本地區西部近邊界地帶。由該道路北行可前往東區/南區、永康區、新市區、善化區地，南行可前往高雄市湖內區、路竹區、岡山區、橋頭區等地。

## 學校
- 仁和國小
- 虎山國小